# 塩出仁美
塩出 仁美（しおで ひとみ、1999年9月15日 - ）は、日本の女子バレーボール選手である。

## 来歴
北海道江別市出身。両親の影響で小学2年生からバレーボールを始める。
札幌山の手高等学校を経て、2018年、日本体育大学に進学。同年、若いメンバーで構成されたアジアカップの日本代表メンバーに選出され、同大会に出場。多くの試合に出場し銀メダル獲得に貢献した。2021年、大学4年時の全日本インカレで準優勝を果たし、自身も敢闘賞を受賞した。
2021/22シーズン、V.LEAGUE DIVISION1 WOMEN（V1女子）に所属するJTマーヴェラス（現・大阪マーヴェラス）の内定選手となった。
2022年、大学卒業後に、JTマーヴェラスに入団した。入団1シーズン目となる2022/23シーズン、2022年10月29日に開催されたV1の開幕戦（デンソーエアリービーズ戦）に第3セットから途中出場し、Vリーグデビューを果たした（試合は逆転勝ち）。翌日30日のデンソー戦ではスタメン出場を果たし、チームの勝利に貢献した。
2023年、JTマーヴェラスの副主将に就任した。
2025年、日本代表登録メンバーに初選出された。

## 球歴
- 日本代表（2025年）
  - ネーションズリーグ - 2025年
- B代表（2018年）
  - アジアカップ - 2018年

## 所属チーム
- 札幌山の手高等学校（2015-2018年）
- 日本体育大学（2018-2022年）
- JTマーヴェラス/大阪マーヴェラス（2022年-）

## 受賞歴
- 2021年 - 全日本大学男女選手権大会 敢闘賞